# زرافة روثشيلد
زرافة روثشيلد (الاسم العلمي: Giraffa camelopardalis rothschildi) هي نوع من الزرافات مهددة بالانقراض وتتواجد منها 700 فقط في براري السافانا والأراضي العشبية في كينيا وأوغندا وقد كانت تتواجد في السابق في جمهورية الكونغو الديمقراطية وجنوب السودان إلا أنها إنقرضت هناك.